# Dael Fry
Dael Jonathan Fry (* 30. August 1997 in Middlesbrough) ist ein englischer Fußballspieler, der beim Zweitligisten FC Middlesbrough unter Vertrag steht. Der Innenverteidiger ist ehemaliger englischer Juniorennationalspieler.

## Karriere

### Verein
Der in Middlesbrough geborene Dael Fry begann bei den lokalen Cleveland Juniors mit dem Fußballspielen, wo er im Alter von sieben Jahren von Scouts des FC Middlesbrough entdeckt und in deren Jugendakademie geholt wurde. Im Nachwuchs von Boro entwickelte er sich zu einem der talentiertesten Innenverteidiger des Vereins und im Oktober 2014 unterzeichnete er seinen ersten professionellen Vertrag. In dieser Saison 2014/15 spielte er erstmals für die Reservemannschaft in der Premier League 2. Am 9. August 2015 (1. Spieltag) debütierte er mit 17 Jahren beim 0:0-Unentschieden gegen Preston North End in der zweithöchsten englischen Spielklasse. Im Anschluss an die Partie erhielt er den Man of the Match Award. Am 14. September 2015 unterschrieb Fry einen neuen Fünfjahresvertrag. Er kam jedoch in den nächsten Monaten nur in der Reservemannschaft zum Einsatz. Erst im Frühjahr 2016 kam er als Ersatzspieler für den verletzten Daniel Ayala wieder zu Einsatzzeit und schaffte es in diesen Ligaspielen zu überzeugen. Insgesamt absolvierte er in dieser Spielzeit 2015/16 sieben Ligaspiele und stieg mit der ersten Mannschaft in die Premier League auf.
Am 31. August 2016 unterzeichnete Fry einen neuen Fünfjahresvertrag bei Boro und wechselte noch am selben Tag in einem Leihgeschäft für die gesamte Saison 2016/17 zum Zweitligisten Rotherham United. Sein Debüt bestritt er am 10. September 2016 (6. Spieltag) beim 2:2-Unentschieden gegen Bristol City. In den nächsten Ligaspielen startete er stets, fiel aber aufgrund einer Sieglosserie der Millers im November 2016 aus der ersten Elf. Bis zum Jahreswechsel wurde er nicht mehr eingesetzt, weshalb das Leihgeschäft mit dem Tabellenschlusslicht am 4. Januar 2017 vorzeitig aufgelöst wurde und er nach 10 Ligaeinsätzen wieder zum FC Middlesbrough zurückkehrte. Für den selbst im Abstiegskampf befindenden Verein kam er in der verbleibenden Spielzeit in der Premier League nicht zum Einsatz, sondern bestritt lediglich zwei FA-Cup-Partien. Mit Middlesbrough musste er schließlich als Tabellenvorletzter den Wiederabstieg in die Championship antreten. Die folgende Saison 2017/18 begann er neben Kapitän Ben Gibson als Stammkraft in der Innenverteidigung. Bereits im Oktober 2017 wurde er aus der Startformation verdrängt und absolvierte in der verbleibenden Spielzeit nur noch drei weitere Ligaspiele. In der nächsten Saison 2018/19 stieg er endgültig zum Stammspieler auf und bestritt 34 Ligaspiele. Diesen Status behielt er auch in der folgenden Spielzeit 2019/20 bei. Im Februar 2020 zog sich Fry eine Oberschenkelverletzung zu und musste deshalb mehrere Wochen pausieren, verpasste jedoch aufgrund der COVID-19-Pandemie und des vorzeitigen Abbruchs der Ligameisterschaft nur fünf Ligaspiele.

### Nationalmannschaft
Im Januar 2014 kam Dael Fry erstmals für die englische U17-Nationalmannschaft zum Einsatz und nahm mit dieser Auswahl an der U17-Europameisterschaft 2014 in Malta teil. Bei diesem Turnier kam er in zwei Spielen zum Einsatz. Beim Finalsieg gegen die Niederlande wurde er nicht berücksichtigt. Insgesamt bestritt er für die U17 acht Länderspiele.
Von September 2014 bis Juni 2015 absolvierte er fünf Spiele für die U18. Im September des gleichen Jahres spielte er erstmals für die U19. Im Juli 2016 wurde er in den Kader Englands für die U19-Europameisterschaft 2016 in Deutschland einberufen. Dort wurde er in einer Partie eingesetzt und schied mit der U19 im Halbfinale aus. In dieser Altersklasse machte er 10 Länderspiele.
Im September 2016 kam er erstmals für die U20 zum Einsatz. Im Mai 2017 nahm er mit dieser Auswahl an der U20-Weltmeisterschaft 2017 in Südkorea teil und wurde mit den Three Lions Weltmeister. Im Anschluss an diesen Wettbewerb wurde er nach 10 Einsätzen nicht mehr berücksichtigt.
Im Sommer 2018 nahm er mit der U21 am Turnier von Toulon teil und gewann mit dieser Auswahl den Wettbewerb. Zwischen September 2017 und März 2019 bestritt er elf Länderspiele für die U21, in denen ihm zwei Tore erzielte.

## Erfolge

### Verein
FC Middlesbrough
- Aufstieg in die Premier League: 2015/16

### Nationalmannschaft
England U17
- U17-Europameister: 2014

England U20
- Tournoi Under-20 Four Nations: 2017
- U20-Weltmeisterschaft: 2017

England U21
- Turnier von Toulon: 2018

### Individuelle Auszeichnungen
- Turnier von Toulon Mannschaft des Turniers: 2018